# تاراناکی
تاراناکی (انگلیسی: Taranaki) منطقه‌ای در غرب جزیره شمالی نیوزیلند است. نام این منطقه از عارضه جغرافیایی اصلی آن، کوه تاراناکی که یک آتشفشان چینه‌ای است، گرفته شده‌است. این آتشفشان گاهی به نام کوه اگمونت (Mount Egmont) نیز خوانده می‌شود.
شهر نیوپلیموث مهم‌ترین شهر منطقه تاراناکی است. بخش نیوپلیموث بیش از ۶۵ درصد از جمعیت تاراناکی را در خود جای داده‌است. نیوپلیموث همراه با اینگلوود و وایتارا در شمال تاراناکی قرار دارد. شهرهای جنوبی تاراناکی نیز شامل هاورا، استراتفورد، التهام و اوپوناکه است.
از سال ۲۰۰۵، تاراناکی از برند تبلیغاتی "Like no other" استفاده کرده‌است.